# Callinera bergendali
Callinera bergendali är en djurart som tillhör fylumet slemmaskar, och som beskrevs av Gibson och Scott D. Sundberg 1999. Callinera bergendali ingår i släktet Callinera och familjen Tubulanidae. Inga underarter finns listade i Catalogue of Life.